# او-۸۴۷
زیردریایی یو-۸۴۷ (به انگلیسی: German submarine U-847) یک زیردریایی است که طول آن ۸۷٫۶ متر (۲۸۷ فوت ۵ اینچ) و ارتفاع آن ۱۰٫۲ متر (۳۳ فوت ۶ اینچ) می‌باشد. این زیردریایی در سال ۱۹۴۲ ساخته شد.